# Consuelo Gonzales Posada
María Consuelo Gonzales-Posada Arriola de Velasco (Ica, 18 de junio de 1920-Seúl, 7 de septiembre de 2012) fue una socialité y primera dama del Perú al ser la esposa deJuan Velasco Alvarado, militar y político peruano, quien ocupó la Presidencia del Perú entre el 3 de octubre de 1968 y 29 de agosto de 1975 en el llamado Gobierno Revolucionario de la Fuerza Armada.

## Biografía

### Familia
María Consuelo Gonzales-Posada Arriola fue hija del abogado y militante aprista Carlos Gonzáles Posada y de su esposa María Herminia Arriola Vásquez. Fue hermana por parte paterna del político aprista Luis Gonzales Posada. Junto a su hermana, la futura congresista Bertha Gonzáles Posada, fueron conocidas por la prensa social peruana como «las Gonzáles», ella fue apodada la «Chola» y su hermana la «Coca».

### Primera dama del Perú
Como primera dama, presidió la Junta de Asistencia Nacional, desde la cual realizó obras sociales en diferentes partes del país. De la misma manera, esta institución ayudó a las víctimas del Terremoto de Áncash de 1970. El gobierno revolucionario creó la Comisión Nacional de la Mujer Peruana, la cual fue presidida por Consuelo. Por otra parte, visitó los Estados Unidos, donde se entrevistó con Pat Nixon, y dos años más tarde, emprendió una gira por la India, Argelia, México y Cuba.
A inicios de 1973, el presidente Velasco sufrió un colapso de salud debido a un aneurisma y la ruptura de la aorta abdominal. Consuelo se encargó de transmitir mensajes a la población de parte de su esposo mientras este se recuperaba de las dos intervenciones quirúrgicas. En agosto de 1975 el general Francisco Morales Bermúdez dio un golpe al gobierno revolucionario. Tras ello, el matrimonio Velasco-Gonzales se mudó a Chaclacayo. La ex-primera dama falleció en septiembre de 2012.